# Rachicerus kotoshensis
Rachicerus kotoshensis är en tvåvingeart som beskrevs av Akira Nagatomi 1970. Rachicerus kotoshensis ingår i släktet Rachicerus och familjen vedflugor.
Artens utbredningsområde är Taiwan. Inga underarter finns listade i Catalogue of Life.